# Константинов, Владимир Михайлович (историк)
Влади́мир Миха́йлович Константи́нов, литературный псевдоним М. Аирский (1903—1967) — советский историк, востоковед, японист, специалист в области российско-японских отношений, истории внешней политики Российской империи. Сотрудник дипломатического корпуса СССР, а затем Академии наук СССР. Участник Гражданской войны. Член РКП(б) с 1921 года.
Отец учёного-географа А. В. Постникова.

## Биография
Владимир Константинов родился в Иркутске, в семье учителя, ссыльного революционера. После окончания Иркутского коммерческого училища он поступил на Восточное отделение Иркутского университета в 1921 году. После занятий журналистикой в Кузбассе поступил в Московский институт востоковедения в 1923 году, где окончил японское отделение дипломатического факультета в 1927 году.
В 1924 году женился на однокурснице, также студентке японского отделения Московского института востоковедения Елене Александровне Зыковой (девичья фамилия), впоследствии ставшей переводчицей и редактором японско-русских и русско-японских словарей. В браке с Еленой Александровной родились две дочери.
В 1927—1933 годах вместе с женой Еленой работал переводчиком-референтом при советском военном атташе в Токио, находясь в подчинении посла СССР в Японии Александра Трояновского. Во время своей работы в советском посольстве Константинов занимался на курсах по японской истории и литературе в университете Васэда, где получил диплом по специальности «древнеяпонский язык и история Японии». По линии ГРУ был связан с группой Р. Зорге.
По возвращении на родину учился на Специальном факультете Военной академии РККА имени М. В. Фрунзе, сразу после окончания которого в 1938 году был репрессирован: осуждён Военной коллегией Верховного суда СССР 24 июня 1941 года на 20 лет лишения свободы за антиреволюционную деятельность. Его жена Елена Александровна также была осуждена за связь с «врагом народа», арестована и отправлена отбывать срок в Потьму (Мордовия).
Во время Великой Отечественной войны Владимир Константинов работал в «спецорганизациях» для заключенных в Чите в 1941—1942 годах, а затем в Хабаровске. Основная работа Константинова заключалась в расшифровке японских военных секретных документов, в частности он внёс значительный вклад в подготовку документов к Хабаровскому судебному процессу над японскими военными преступниками, проходившему в декабре 1949 года. В 1952 году он был досрочно освобождён, однако ещё несколько лет удерживался на службе в УКГБ по Хабаровскому краю в качестве переводчика японского и китайского языка. После освобождения Владимир Михайлович не вернулся к жене Елене Александровне, создав другую семью.
В лагере Владимир Михайлович познакомился с Серафимой Константиновной Калиш, впоследствии они стали супругами. Именно её помощь и поддержка стали его опорой на долгие годы. В 1956 году он был демобилизован по болезни. Здесь он поступил на работу младшим научным сотрудником в Института востоковедения АН СССР. В основе своего диссертационного исследования, которое было защищено в 1960 году, он использовал обнаруженную им в Государственной библиотеке им. Ленина рукопись «Оросиякоку суймудан» («Сны о России»), в которой рассказывалось о судьбе экипажа судна «Синсё-мару», капитаном которого был Дайкокуя Кодаю, спасённого русскими и впоследствии вернувшегося в Японию.
Будучи переведённой В. М. Константиновым на русский язык с соответствующими научными комментариями, эта рукопись стала уникальным вкладом в отечественное японоведение. Защита источниковедческого исследования по данной рукописи в качестве кандидатской диссертации стала триумфом диссертанта, так как в 1960 году Учёный совет Института востоковедения АН СССР в виде исключения сразу же присудил Константинову степень доктора исторических наук.
В последние годы жизни Константинов готовил к изданию перевод ещё одного японское сочинение XVIII века о России — книги Кацурагавы Хосю «Хокуса монряку». Публикация собственных воспоминаний о его работе при советском военном атташе в Японии была невозможна по соображениям секретности, поэтому отдельные сведения о работе Константинова были известны лишь ограниченному кругу друзей-единомышленников.

## Основные работы
- Свидетельства японцев о России XVIII в. // СВ. 1958. № 2. С. 76-81
- Сведения об экипаже корабля «Синсёмару» // ПрВ. 1959. № 3. С. 129—133
- Оросиякоку суймудан (Сны о России). М., 1961 (изд. текста, пер., вст. ст. и комм.)
- Письмо Дайкокуя Кодаю из России в Японию // Китай, Япония: История и филология. М., 1961. С. 200—205
- Кацурагава Х. Краткие вести о скитаниях в северных водах / Перевод с японского, комментарий и приложения В.М. Константинова. — Наука, 1978.
- Курс японского языка / под ред. М. Асика. М.-Л., 1935.